# Warren Rychel
Warren Stanley Rychel, född 12 maj 1967, är en kanadensisk före detta professionell ishockeyspelare som tillbringade nio säsonger i den nordamerikanska ishockeyligan National Hockey League (NHL), där han spelade för ishockeyorganisationerna Chicago Blackhawks, Los Angeles Kings, Toronto Maple Leafs, Colorado Avalanche och Mighty Ducks of Anaheim (nu Anaheim Ducks). Han producerade 77 poäng (38 mål och 39 assists) samt drog på sig 1 422 utvisningsminuter på 406 grundspelsmatcher. Han spelade också på lägre nivåer för Moncton Hawks i American Hockey League (AHL), Peoria Rivermen, Saginaw Hawks, Indianapolis Ice och Kalamazoo Wings i International Hockey League (IHL) och Sudbury Wolves, Guelph Platers, Ottawa 67's och Kitchener Rangers i Ontario Hockey League (OHL).
Han blev aldrig draftad av någon NHL-organisation.
Rychel är Stanley Cup-mästare med Colorado Avalanche för säsongen 1995–1996.
Efter karriären fick han anställning som talangscout för Phoenix Coyotes (nu Arizona Coyotes) och var där fram till 2006 när han köpte ishockeylaget Windsor Spitfires i OHL och utnämnde sig själv till general manager. Efter att han tog över som ägare och general manager har laget vunnit två Memorial Cup och två J. Ross Robertson Cup (vinnaren av OHL) för säsongerna 2008–2009 och 2009–2010.
Han är far till ishockeyspelaren Kerby Rychel som tillhör NHL-organisationen Columbus Blue Jackets och spelar för deras primära samarbetspartner Springfield Falcons i AHL.

## Statistik
| 1983–1984  | Essex 73's              | GLJHL      | 38  | 11 | 10 | 21  | 6    | —  | — | —  | —  | —   |
| 1984–1985  | Sudbury Wolves          | OHL        | 35  | 5  | 8  | 13  | 74   | —  | — | —  | —  | —   |
| 1985–1986  | Guelph Platers          | OHL        | 29  | 1  | 3  | 4   | 48   | —  | — | —  | —  | —   |
|            | Ottawa 67's             | OHL        | 29  | 11 | 18 | 29  | 54   | —  | — | —  | —  | —   |
| 1986–1987  | Ottawa 67's             | OHL        | 28  | 11 | 7  | 18  | 57   | —  | — | —  | —  | —   |
|            | Kitchener Rangers       | OHL        | 21  | 5  | 5  | 10  | 39   | 4  | 0 | 0  | 0  | 9   |
| 1987–1988  | Peoria Rivermen         | IHL        | 7   | 2  | 1  | 3   | 7    | —  | — | —  | —  | —   |
|            | Saginaw Hawks           | IHL        | 51  | 2  | 7  | 9   | 113  | 1  | 0 | 0  | 0  | 0   |
| 1988–1989  | Chicago Blackhawks      | NHL        | 2   | 0  | 0  | 0   | 17   | —  | — | —  | —  | —   |
|            | Saginaw Hawks           | IHL        | 50  | 15 | 14 | 29  | 226  | 6  | 0 | 0  | 0  | 51  |
| 1989–1990  | Indianapolis Ice        | IHL        | 77  | 23 | 16 | 39  | 374  | 14 | 1 | 3  | 4  | 64  |
| 1990–1991  | Chicago Blackhawks      | NHL        | —   | —  | —  | —   | —    | 3  | 1 | 3  | 4  | 2   |
|            | Indianapolis Ice        | IHL        | 68  | 33 | 30 | 63  | 338  | 5  | 2 | 1  | 3  | 30  |
| 1991–1992  | Kalamazoo Wings         | IHL        | 45  | 15 | 20 | 35  | 165  | 8  | 0 | 3  | 3  | 51  |
|            | Moncton Hawks           | AHL        | 36  | 14 | 15 | 29  | 211  | —  | — | —  | —  | —   |
| 1992–1993  | Los Angeles Kings       | NHL        | 70  | 6  | 7  | 13  | 314  | 23 | 6 | 7  | 13 | 38  |
| 1993–1994  | Los Angeles Kings       | NHL        | 80  | 10 | 9  | 19  | 322  | —  | — | —  | —  | —   |
| 1994–1995  | Los Angeles Kings       | NHL        | 7   | 0  | 0  | 0   | 19   | —  | — | —  | —  | —   |
|            | Toronto Maple Leafs     | NHL        | 26  | 1  | 6  | 7   | 101  | 3  | 0 | 0  | 0  | 0   |
| 1995–1996  | Colorado Avalanche      | NHL        | 52  | 6  | 2  | 8   | 147  | 12 | 1 | 0  | 1  | 23  |
| 1996–1997  | Mighty Ducks of Anaheim | NHL        | 70  | 10 | 7  | 17  | 218  | 11 | 0 | 2  | 2  | 19  |
| 1997–1998  | Mighty Ducks of Anaheim | NHL        | 63  | 5  | 6  | 11  | 198  | —  | — | —  | —  | —   |
|            | Colorado Avalanche      | NHL        | 8   | 0  | 0  | 0   | 23   | 6  | 0 | 0  | 0  | 24  |
| 1998–1999  | Colorado Avalanche      | NHL        | 28  | 0  | 2  | 2   | 63   | 12 | 0 | 1  | 1  | 14  |
| NHL totalt | NHL totalt              | NHL totalt | 406 | 38 | 39 | 77  | 1422 | 70 | 8 | 13 | 21 | 121 |
| AHL totalt | AHL totalt              | AHL totalt | 36  | 14 | 15 | 29  | 211  | —  | — | —  | —  | —   |
| IHL totalt | IHL totalt              | IHL totalt | 298 | 90 | 88 | 178 | 1223 | 34 | 3 | 7  | 10 | 196 |
| OHL totalt | OHL totalt              | OHL totalt | 142 | 33 | 41 | 74  | 272  | 4  | 0 | 0  | 0  | 9   |